# Gran Premio del Canada 1986
Il Gran Premio del Canada 1986 è stata la sesta gara del campionato di Formula 1 del 1986, si è disputato il 15 giugno sul Circuito di Montréal ed è stato vinto da Nigel Mansell su Williams-Honda.

## Qualifiche
| Pos | No | Pilota             | Costruttore            | Q1       | Q2          | Gap     |
| --- | -- | ------------------ | ---------------------- | -------- | ----------- | ------- |
| 1   | 5  | Nigel Mansell      | Williams-Honda         | 1.28:829 | 1.24:118    |         |
| 2   | 12 | Ayrton Senna       | Lotus-Renault          | 1.27:422 | 1.24.188    | +0.070  |
| 3   | 6  | Nelson Piquet      | Williams-Honda         | 1.28:588 | 1.24:384    | +0.266  |
| 4   | 1  | Alain Prost        | McLaren-TAG            | 1.29:541 | 1.25:192    | +1.074  |
| 5   | 25 | René Arnoux        | Ligier-Renault         | 1.30:200 | 1.25:224    | +1.106  |
| 6   | 2  | Keke Rosberg       | McLaren-TAG            | 1.29:384 | 1.25:533    | +1.415  |
| 7   | 20 | Gerhard Berger     | Benetton-BMW           | 1.29:471 | 1.26:439    | +2.321  |
| 8   | 26 | Jacques Laffite    | Ligier-Renault         | 1.30:171 | 1.26:447    | +2.329  |
| 9   | 7  | Riccardo Patrese   | Brabham-BMW            | 1.32:692 | 1.26:483    | +2.365  |
| 10  | 8  | Derek Warwick      | Brabham-BMW            | 1.33:231 | 1.27:413    | +3.295  |
| 11  | 27 | Michele Alboreto   | Ferrari                | 1.45:740 | 1.27:495    | +3.377  |
| 12  | 18 | Thierry Boutsen    | Arrows-BMW             | 1.35:843 | 1.27:614    | +3.496  |
| 13  | 15 | Alan Jones         | Lola-Ford              | 1.33:291 | 1.28:058    | +3.940  |
| 14  | 16 | Patrick Tambay     | Lola-Ford              | 1.31:487 | 1.28:095    | +3.977  |
| 15  | 19 | Teo Fabi           | Benetton-BMW           | 1.51:056 | 1.28:102    | 3.984   |
| 16  | 11 | Johnny Dumfries    | Lotus-Renault          | 1.32:144 | 1.28:521    | +4.403  |
| 17  | 4  | Philippe Streiff   | Tyrrell-Renault        | 1.32:307 | 1.28:639    | +4.521  |
| 18  | 28 | Stefan Johansson   | Ferrari                | 1.28:881 | 1.29:078    | +4.763  |
| 19  | 3  | Martin Brundle     | Tyrrell-Renault        | 1.34:233 | 1.29:111    | +4.993  |
| 20  | 24 | Alessandro Nannini | Minardi-Motori Moderni | 1.35:789 | 1.29:653    | +5.535  |
| 21  | 23 | Andrea De Cesaris  | Minardi-Motori Moderni | 1.32:619 | 1.29:854    | +5.736  |
| 22  | 14 | Jonathan Palmer    | Zakspeed               | 1.31:856 | 1.30:005    | +5.887  |
| 23  | 21 | Piercarlo Ghinzani | Osella-Alfa Romeo      | 1.36:575 | 1.31:479    | +7.361  |
| 24  | 29 | Huub Rothengatter  | Zakspeed               | 1.46:280 | 1.32:113    | +7.995  |
| 25  | 22 | Christian Danner   | Osella-Alfa Romeo      | 1.41:436 | senza tempo | +17.318 |

## Ordine d'arrivo
| Pos | No | Pilota             | Costruttore            | Giri | Tempo/Ritiro               | Pos. Griglia | Punti |
| --- | -- | ------------------ | ---------------------- | ---- | -------------------------- | ------------ | ----- |
| 1   | 5  | Nigel Mansell      | Williams-Honda         | 69   | 1:42:26.415                | 1            | 9     |
| 2   | 1  | Alain Prost        | McLaren-TAG Porsche    | 69   | + 20.659                   | 4            | 6     |
| 3   | 6  | Nelson Piquet      | Williams-Honda         | 69   | + 36.262                   | 3            | 4     |
| 4   | 2  | Keke Rosberg       | McLaren-TAG Porsche    | 69   | + 1:35.673                 | 6            | 3     |
| 5   | 12 | Ayrton Senna       | Lotus-Renault          | 68   | + 1 Giro                   | 2            | 2     |
| 6   | 25 | René Arnoux        | Ligier-Renault         | 68   | + 1 Giro                   | 5            | 1     |
| 7   | 26 | Jacques Laffite    | Ligier-Renault         | 68   | + 1 Giro                   | 8            |       |
| 8   | 27 | Michele Alboreto   | Ferrari                | 68   | + 1 Giro                   | 11           |       |
| 9   | 3  | Martin Brundle     | Tyrrell-Renault        | 67   | + 2 Giri                   | 19           |       |
| 10  | 15 | Alan Jones         | Lola-Ford              | 66   | + 3 Giri                   | 13           |       |
| 11  | 4  | Philippe Streiff   | Tyrrell-Renault        | 65   | + 4 Giri                   | 17           |       |
| 12  | 29 | Huub Rothengatter  | Zakspeed               | 63   | + 6 Giri                   | 24           |       |
| Ret | 7  | Riccardo Patrese   | Brabham-BMW            | 44   | Turbo                      | 9            |       |
| Ret | 21 | Piercarlo Ghinzani | Osella-Alfa Romeo      | 43   | Cambio                     | 23           |       |
| Ret | 23 | Andrea De Cesaris  | Minardi-Motori Moderni | 40   | Cambio                     | 21           |       |
| Ret | 18 | Thierry Boutsen    | Arrows-BMW             | 38   | Problemi elettrici         | 12           |       |
| Ret | 20 | Gerhard Berger     | Benetton-BMW           | 34   | Turbo                      | 7            |       |
| Ret | 28 | Stefan Johansson   | Ferrari                | 29   | Collisione con J.Dumfries  | 18           |       |
| Ret | 11 | Johnny Dumfries    | Lotus-Renault          | 28   | Collisione con S.Johansson | 16           |       |
| Ret | 14 | Jonathan Palmer    | Zakspeed               | 24   | Motore                     | 22           |       |
| Ret | 8  | Derek Warwick      | Brabham-BMW            | 20   | Motore                     | 10           |       |
| Ret | 24 | Alessandro Nannini | Minardi-Motori Moderni | 17   | Turbo                      | 20           |       |
| Ret | 19 | Teo Fabi           | Benetton-BMW           | 13   | Batteria                   | 15           |       |
| Ret | 22 | Christian Danner   | Osella-Alfa Romeo      | 6    | Turbo                      | 25           |       |
| NP  | 16 | Patrick Tambay     | Lola-Ford              | 0    | Incidente                  | 14           |       |

## Classifiche

### Piloti
| Pos. | Pilota           | Punti |
| ---- | ---------------- | ----- |
| 1    | Alain Prost      | 29    |
| 2    | Nigel Mansell    | 27    |
| 3    | Ayrton Senna     | 27    |
| 4    | Nelson Piquet    | 19    |
| 5    | Keke Rosberg     | 14    |
| 6    | Jacques Laffite  | 7     |
| 7    | Stefan Johansson | 7     |
| 8    | Gerhard Berger   | 6     |
| 9    | René Arnoux      | 6     |
| 10   | Michele Alboreto | 3     |
| 11   | Martin Brundle   | 2     |
| 12   | Teo Fabi         | 2     |
| 13   | Riccardo Patrese | 1     |

### Costruttori
| Pos. | Team                | Punti |
| ---- | ------------------- | ----- |
| 1    | Williams-Honda      | 46    |
| 1    | McLaren-TAG Porsche | 43    |
| 3    | Lotus-Renault       | 27    |
| 4    | Ligier-Renault      | 13    |
| 5    | Ferrari             | 10    |
| 6    | Benetton-BMW        | 8     |
| 7    | Tyrrell-Renault     | 2     |
| 8    | Brabham-BMW         | 1     |